# إيف بولدوك
إيف بولدوك هو طبيب وسياسي كندي، ولد في 6 مارس 1957 في ألما في كندا. نشط حزبياً في حزب كيبيك الليبرالي. وقد انتخب عضو الجمعية الوطنية في كيبك ‏ عن دائرة Jean-Talon ‏ وقد انضم خلال فترته النيابية ‏ (29 سبتمبر 2008 – 26 فبراير 2015) للكتلة البرلمانية حزب كيبيك الليبرالي.